# Gerbera jamesonii
Gerbera jamesonii Bollus ex Hooker F., conhecido popularmente como gérbera e margarida-do-transval, é uma erva da família das compostas. É nativa do sudeste da África do Sul. Suas flores são amarelas ou rosas, reunidas em capítulos. O fruto é um aquênio em forma de agulha.

## Etimologia
"Margarida-do-transval" é uma referência à antiga província do Transval, na África do Sul Gerbera e "gérbera" são homenagens ao botânico alemão Traugott Gerber. Jamesonii é uma referência ao primeiro botânico que descreveu a planta: Robert Jameson.

## Influência na cultura
A flor está presente na bandeira e no brasão da província de Mpumalanga, na África do Sul.